# Al otro lado del espejo (película de 1973)
Al otro lado del espejo es una película de terror y drama dirigida por Jesús Franco y estrenada en el año 1973.

## Argumento
El padre de una mujer se suicida por celos. A causa de este hecho, ella asesinará a todos los hombres que traten de conseguir  enamorarse de ella. Su difunto padre así lo quería.

## Premios
29.ª edición de las Medallas del Círculo de Escritores Cinematográficos
| Categoría    | Premiada   | Resultado |
| ------------ | ---------- | --------- |
| Mejor actriz | Emma Cohen | Ganadora  |